# Interface Control Information
Die Interface Control Information oder auch ICI bezeichnet die Schnittstellensteuerinformation zwischen den verschiedenen Schichten des OSI-Layer Modells.
Die Steuerinformationen dienen dazu, der darunter liegenden Schicht Steuerinformationen zu übermitteln, die die Behandlung der zugehörigen Service Data Unit durch die diensterbringende Schicht näher beschreibt. Sie werden in der dienstnutzenden Schicht erzeugt und in der diensterbringenden Schicht terminiert. Es handelt sich um eine rein vertikale Kommunikation, die nur Relevanz zwischen zwei Schichten hat.